# Pilota grossa
La Pilota grossa és una modalitat de la pilota valenciana. Actualment només hi ha actius quatre trinquets, el trinquet de l'Abdet (Marina Baixa), el de Parcent i el d'Ondara en la (Marina Alta) i en Genovés (La Costera), fou molt popular durant el segle xviii, i és el nexe d'unió entre les llargues i l'escala i corda.

## Història
Tot i que avui en dia els trinquets de Pilota grossa només es conserven a l'Abdet, a Parcent i a Ondara, l'extensió d'aquesta variant fou molt major, no debades en tota la Marina han perviscut trinquets semblants fins a temps recents, i a finals del segle xix s'anunciaven partides als trinquets especificant si s'hi jugaria a ratlles o a rebot. Les galotxetes actuals deriven de la pilota grossa, però havent perdut les ratlles.
La pilota grossa nasqué com a manera de jugar a les llargues dins un trinquet de dimensions més reduïdes, la qual cosa comportà també un augment de les mides i el pes de la pilota, per tal de fer-la més lenta i difícil de moure.
El 18 d'abril de 2011, després de la inauguració del Trinquet de Pilota Grossa de Parcent, va començar el I Torneig Individual de Pilota Grossa de Parcent.
En setembre de 2018 es va organitzar per part de la Generalitat Valenciana la I Trobada de Pilota Grossa. Organitzat en les poblacions d'Abdet, Parcent, Ondara i Genovés.
En 2019 la competició de pilota grossa entra a formar part dels campionats federatius de la federació de pilota valenciana. I es disputa el I Campionat Autonòmic Pilota Grossa, entrant a formar part com a seus les poblacions de Pinos (Vinalopó Mitjà) (que disposa d'una canxa de galotxetes), a més de Manuel (Ribera Alta) i Campanar (València)
Aquest any 2020 tot i ser un any complicat per culpa de la pandèmia de la Covid-19 s'ha pogut disputar el II Campionat Autonòmic Pilota Grossa. II Autonomic Pilota Grossa

## Instal·lació

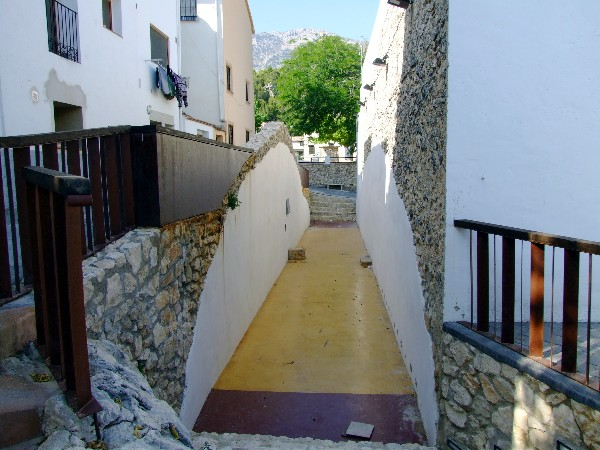
Trinquet de l'Abdet

El trinquet de l'Abdet, el de Parcent i el d'Ondara, són els unics que continuen en actiu. El de l'Abdet fa 18m de llarg i 2,5m d'ample, amb parets laterals però sense les del fons.
Al bell mig de la canxa, i pegat a la paret esquerra hi ha una pedra de 35cm d'alçada (la sella), on s'ha de botar la pilota per a servir i començar el quinze. Enfront de la sella i a l'altra banda de la corda (pegada al terra de la paret contrària) hi ha una altra pedra molt baixa, el marro, on ha de caure la pilota perquè la treta siga bona.
Aquestes dues pedres estan separades per la xarxa, una corda combada i destensada que separa les dos meitats del trinquet, i per dalt de la qual ha de passar la pilota sempre.
Els límits de cada equip són les ratlles del traure i del rest, que marquen el punt màxim on pot botar la pilota perquè siga bona.
En la paret dreta hi ha unes xifres dibuixades i amb línies verticals fins a terra. Són les 'Ratlles, que serveixen com a guia per a saber on s'ha aturat la pilota i saber quin és el nou punt a guanyar o defensar. A la meitat del traure hi ha 2 ratlles, i al rest n'hi ha fins al 20, ja que és el lloc més defensiu.

## Pilota
La Pilota grossa pesa uns 125 g, té uns 7 cm de diàmetre i una circumferència de 25 cm. Està feta d'un nucli de fusta envoltat per draps i coberta amb pell de cabra.
És una pilota lenta i de bot noble però molt baix.

## Jugadors
A la Pilota grossa es pot jugar 1 contra 1, o, més sovint, en equips (de 2 o \d per hom).

## Regles

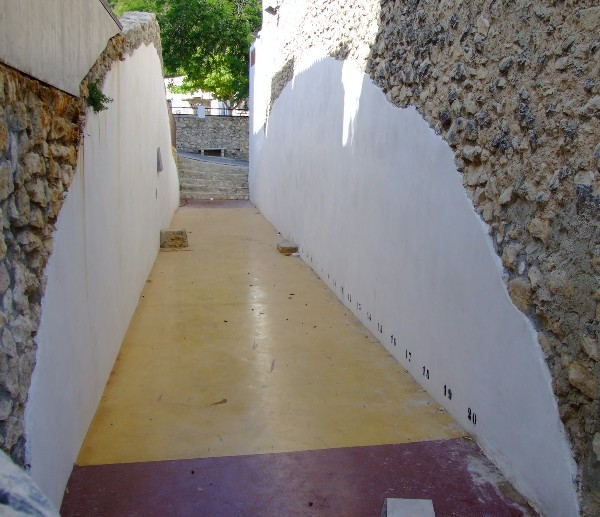
Ratlles al rest

Cada equip es col·loca en la meitat corresponent del trinquet durant el joc actual, al rest o al traure. Aquesta posició determina qui fa la treta i qui serà més ofensiu o defensiu.
El quinze comença quan un jugador al traure bota la pilota sobre la sella i la fa caure al marro, aleshores els jugadors al rest la tornen a l'equip traure colpejant amb la mà. La pilota ha de passar sempre per dalt de la corda, ha de botar un cop en terra com a màxim i no pot passar les línies de quinze (els límits del rest i del traure).
El quinze es guanya directament, quan el rival comet una falta: La pilota bota dos voltes en camp propi, la pilota cau fora del camp, la pilota no topa en la sella o no cau al marro, la mà del jugador que fa la treta passa la corda... Però també es pot guanyar un quinze ajornat, aconseguint la ratlla.
Les ratlles són les xifres dibuixades en la paret, que marquen el punt en què el rival ha aturat la pilota per tal que no avance més. Es pot aturar la pilota amb qualsevol part del cos. En aqueix moment s'ajorna el punt i es desa un senyal en la ratlla de la paret, per a marcar el punt que després, quan l'actual equip al rest estiga al traure, més enllà del qual haurà d'enviar la pilota. Són, doncs, les mateixes regles que les llargues, però amb les ratlles ja dibuixades a la paret del trinquet.
Quan un equip haja aconseguit dos ratlles o el marcador siga val i una ratlla es canvien els camps, i l'equip al rest tractarà de guanyar des del traure les ratlles que ha fet.

## Puntuació
Les partides de la Pilota grossa es juguen al millor de 3 Cotos.
Cada coto és una tongada de 5 jocs guanyats pel mateix equip. Cada joc consisteix en 4 quinzes: 15, 30, val i joc. En cas d'empat a val tots dos baixen a empat a 30, d'això se'n diu estar a dos.